# Пачу, Лазар
Лазар Пачу (01.03.1855-12.10.1915) — сербский политический деятель, министр финансов (январь 1904 — май 1905, апрель 1906 — январь 1908 и август 1912 — октябрь 1915 года).
Родился в селе Чуруг, сын священника. По национальности арумын. Его предки переселились в Австрийскую империю вместе с Арсением III Церноевичем.
Окончил среднюю школу в городе Нови-Сад и поступил на медицинский факультет Цюрихского университета. Там познакомился с Николой Пашичем и Петаром Велимировичем — будущими лидерами Радикальной партии. В этот период читал много литературы по экономике, что впоследствии очень пригодилось.
В 1878 году бросил учёбу и вместе с Перо Тодоровичем приехал в Нови Сад, где они основали газету Straza («Страж»). Но власти Австро-Венгрии закрыли газету и выслали его из города.
После этого уехал в Берлин и там продолжил своё медицинское образование. В 1880 году защитил докторскую диссертацию по ревматическим болезням и открыл в Белграде врачебную контору (работал там до 1889 года).
В 1881 году был одним из основателей Народной радикальной партии, избран членом Правления. Когда она в 1889 году пришла к власти и национализировала табачную и соляную монополии, Пачу был назначен их директором. Работал в этой должности до 1898 года (с двумя перерывами), затем руководил Белградским кооперативным обществом.
С 1904 года (с перерывами) — министр финансов. Аккуратно выполняя платежи по обслуживанию государственного долга (в основном за счёт новых займов), добился повышения кредитного рейтинга Сербии. Экономика развивалась, росла внешняя торговля, государственный бюджет стал бездефицитным (оставался таким даже во время Балканских войн). Сербский динар стал конвертируемой валютой и по своей стоимости сравнялся с французским франком.
Во время Свиной войны (1906—1908) участвовал в налаживании новых рынков сбыта для сербской сельскохозяйственной продукции.
Лазар Пачу, которому уже было 70 лет, тяжело заболел в июне 1915 года. В октябре того же года он умер.